# 金野駅
金野駅（きんのえき）は、長野県飯田市千栄（）にある、東海旅客鉄道（JR東海）飯田線の駅である。

## 歴史
- 1932年（昭和7年）10月30日：三信鉄道が門島 - 天竜峡間開通時に、金野停留場として開設[1][3]。旅客駅[2]。
- 1943年（昭和18年）8月1日：三信鉄道線が飯田線の一部として国有化、鉄道省（後の日本国有鉄道）に移管[2][3]。同時に金野駅に昇格[2]。
  - 当時は、東海道本線浜松 - 名古屋間の各駅、飯田線の各駅、中央本線上諏訪 - 塩尻間の各駅と松本駅を発着する旅客のみ利用出来た[2]。
- 1952年（昭和27年）12月2日：旅客取扱区間制限廃止[2]。
- 1987年（昭和62年）4月1日：国鉄分割民営化に伴い、JR東海の駅となる[2][4]。
- 2013年（平成25年）
  - 9月：台風18号の影響により、平岡駅 - 天竜峡駅間は運休となり、バスによる代行輸送となる。
  - 10月10日：天竜峡駅 - 平岡駅間運転再開。

## 駅構造
単式ホーム1面1線を有する地上駅。飯田駅管理の無人駅で駅舎は無いが、ホーム上に待合所がある。

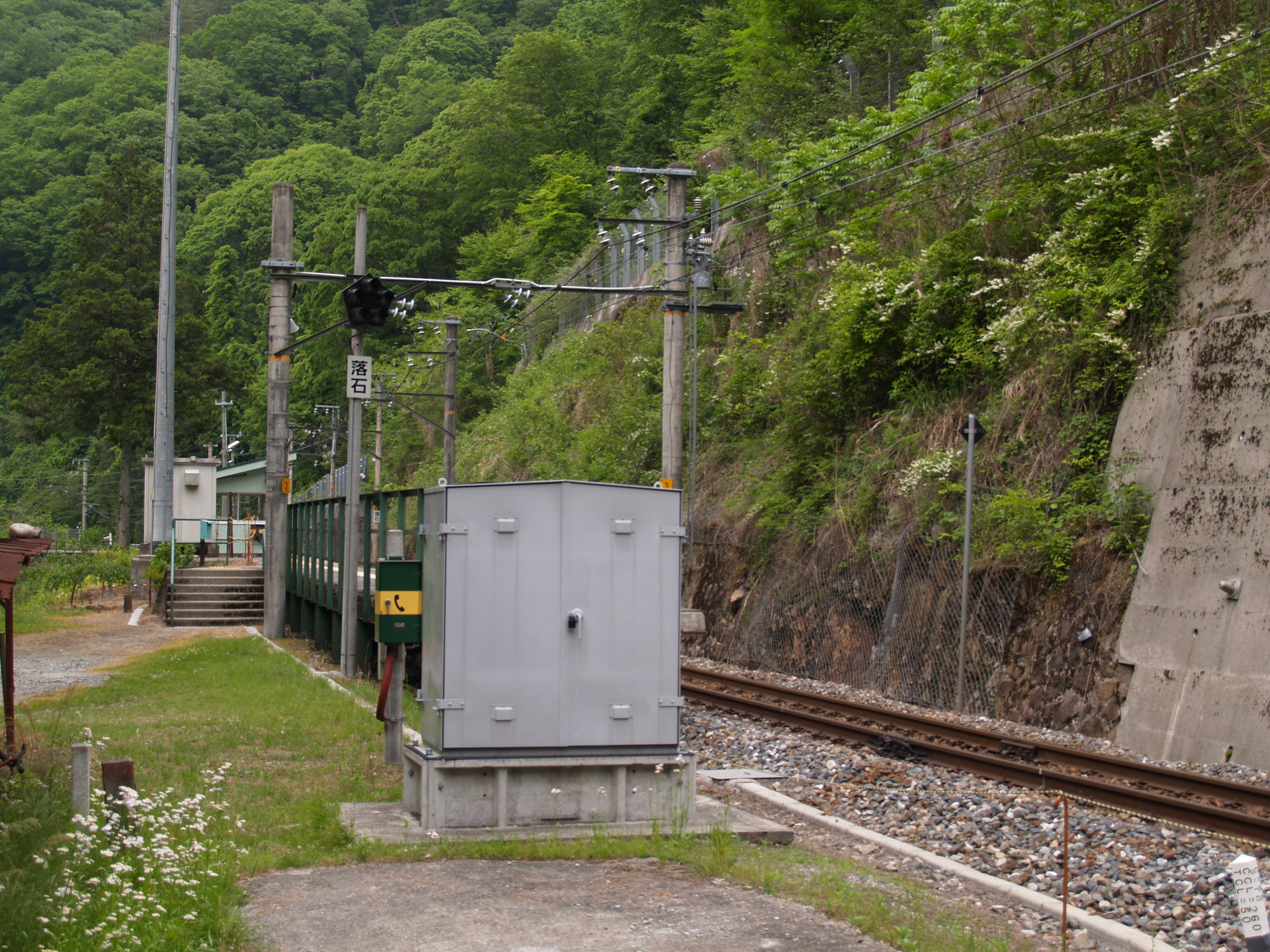
駅全景（2010年5月）
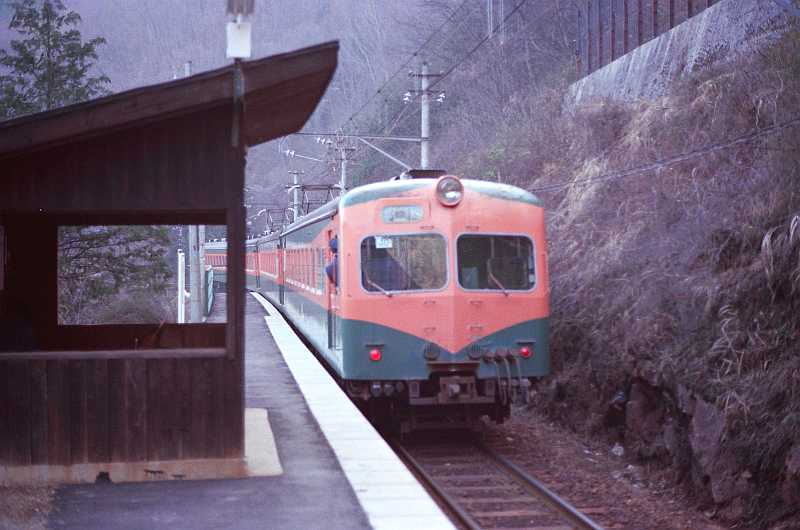
北側（辰野方）を望む（1979年）
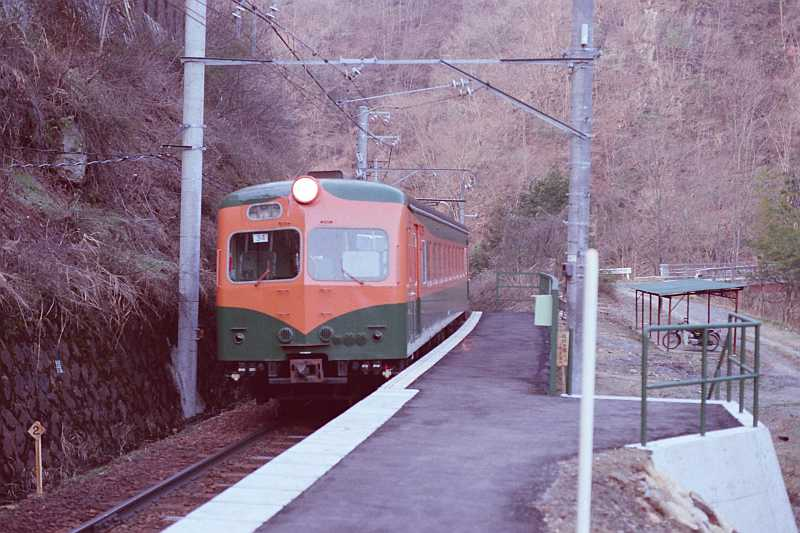
南側（豊橋方）を望む（1979年）

## 利用状況
2018年度の乗車人員は僅か198人で、1日利用客数は1人にも満たない。その利用客の殆どが地元民では無く後述のレストラン目的で来訪する客である。
飯田線内の全94駅の中で最も利用客数が少ない。
以下の数字は全て年間利用客数である。
- 2003年度 - 314人
- 2004年度 - 273人
- 2005年度 - 248人
- 2006年度 - 109人
- 2007年度 - 83人
- 2008年度 - 141人
- 2009年度 - 138人
- 2010年度 - 155人
- 2011年度 - 157人
- 2012年度 - 227人
- 2013年度 - 169人
- 2014年度 - 236人
- 2015年度 - 195人
- 2016年度 - 162人
- 2017年度 - 198人
- 2018年度 - 198人

## 特徴
- 秘境駅の1つであり、周辺に民家は1軒も無い。駅名の由来になった金野の集落は、駅からの道を約3.5キロメートル（km）[1]（徒歩1時間ほど）進み、米川に掛かる橋を渡り登った先にある。ただし集落自体は駅から1 km[1]（徒歩20 - 30分）程坂道を登れば姿を現す。道路は舗装されており、秘境駅でありながら、駅前まで車を横付け出来る珍しい駅となっている[5]。また、2011年より駅からやや距離（徒歩15分）はあるものの、個人経営による食堂「ジジ王国　山のレストラン」がオープンしていた（要予約制であった）が、2021年1月10日付で廃業となった[6]。
- 駅前には以前は屋根付の自転車置き場があったが現在は撤去され基礎部分が残っている。
- 集落から離れているのは、この区間を建設した三信鉄道が、当初は集落の多い場所に線路を通そうとしたが、天竜川によって作られた複雑な地形に開削を断念し、このルートになったためである。ちなみに、金野集落は駅の位置する飯田市には無く、隣接する泰阜村にある[7]。
- 当初当駅開設予定は無かったが、当時の村人の運動によって造られることとなった。駅ベンチには『飯田線らくがきノートシリーズ』という交換ノートが置かれている[8]。
- 駅看板の「金」に触れると金運が上がると言われる[1]。

## 駅周辺
- 天竜川
- 阿知川

## 隣の駅
東海旅客鉄道（JR東海）
CD 飯田線
- 臨時急行「飯田線秘境駅号」停車駅

■快速（上りのみ運転）・■普通（一部の列車は通過）
唐笠駅 - 金野駅 - 千代駅